# Fregata andrewsi
Fregata andrewsi, cunoscută și ca fregata cu pântecele alb, este o specie de pasăre ce aparține familiei Fregatidae endemică în Insula Crăciunului din Oceanul Indian. Ca și alte fregate, această specie nu merge sau înoată, ci mai mare parte a vieții sale zboară; își obține hrana prin capturarea unor vietăți mici de pe plaje, de la suprafața apei și prin capturarea altor specii de păsări.